# Conjunto Académico João Paulo
O Conjunto Académico João Paulo foi uma banda que começou no Liceu Jaime Moniz, na Ilha da Madeira, nos primeiros anos da década de 1960. Em 1964 deslocaram-se ao continente obtendo grande sucesso no Teatro Monumental e no programa "TV Clube".

## Os primeiros EP
Em 1964 foi editado o primeiro disco do grupo, um EP (formato mais vulgar na época com 3 ou 4 canções) com os temas "La Mamma", "Hello Dolly", "Eu Tão Só" ("Et Pourtant") e "Ma Vie". Venceram o Prémio de Imprensa Especial de 1964, entregue no dia 3 de Abril de 1965.
O segundo EP inclui os temas "It's Over", "Se Mi Vuoi Lasciare", "Chove" e "Greenback Dollar". A partir deste disco, o grupo, inicialmente constituído por sete elementos, passa a ser constituído por: João Paulo (teclas), Rui Brazão (guitarra ritmo), Ângelo Moura (baixo), José Gualberto (bateria), Carlos Alberto (guitarra, autor da maioria dos inéditos do grupo) e Sérgio Borges (vocalista e autor das letras dos originais e de algumas versões).
O EP "+ 1 Disco = 4 Sucessos" inclui os temas "Se Piangi Se Ridi", "Nunca Mais" (uma versão de "You've Lost That Lovin' Feelin'"), "Hully Gully do Montanhês" e "Oh Dis Marie".
É editado novo EP com os temas "Capri C'est Fini", "Milena (a da Praia)", "Diz-lhe" e "Non Son Degno Di Te".
Sérgio Borges fica em 2.º lugar no Festival RTP da Canção de 1966 com "Nunca Direi Adeus". O grupo edita o EP "Eurovisão" com os temas "Balada A Uma Rapariga Triste", "Ciao", "Nunca Direi Adeus" e "Ele e Ela" (tema de Madalena Iglésias que representou Portugal no Eurofestival desse ano).

### Longa Duração
Ainda em 1966 é editado o álbum "Conjunto Académico João Paulo no Teatro Monumental", um dos poucos lançamentos nacionais neste formato ainda a dar os primeiros passos. O disco recolhe os temas editados e engloba inéditos como "Stasera Pago Io", "La Nuit" e "Jezebel".
Os EP "L'Amour Est Bleu" ("L'Amour Est Bleu", "Puppet On A String", "I Hate These Moments" e "Sombras") e “Poema de um Homem Só” ("Poema De Um Homem Só", "Monday Monday", "Oasis" e "When A Man Loves A Woman") são os lançamentos seguintes.
Novo EP com os temas "Sue-Lin A Minha Chinesa", "Cosa Vuoi Da Me", "Kilimandjaro" e "Quando Nasce O Amor".
É editado também o EP "O Louco" com os temas "O Louco", "Si Lo So", "Tu E Eu" (versão de "Happy Together") e "I Just Don't Know What To Do With Myself".
"A Shadow Rounds The Tomorrow Sounds" é o último disco desta fase pois estão parados durante algum tempo devido à mobilização dos seus elementos para a Guerra Colonial.

### Paragem
Colaboram com a cantora sul-africana Vickie, que veio depois a substituir a grande Miriam Makeba no espectáculo African Folies, em dois singles, um com os temas "Who Have Nothing" e "Try A Little Tenderness".
Sérgio Borges vence o Festival RTP da Canção de 1970 com "Onde Vais Rio Que Eu Canto". A solo lança ainda um outro single com versões de "Canção de Madrugar" e "Corre Nina", outros dos temas que mais se destacaram nesse Festival (no primeiro dos singles já tinha incluído "A Voz do Chão" de Rute e "Velho Sonho" de Artur Rodrigues).

### Sérgio Borges e Conjunto João Paulo
O grupo passa a denominar-se Sérgio Borges e O Conjunto João Paulo. Entram para o grupo os ex-Quinteto Académico Adrien (bateria) e Zé Manel (saxofone).
Lançam um EP com os temas "Nascer" (Birth), "Champs Elysées", "O Salto" e "A Uma Gina".
Novo EP com os temas "Lavrador" (adaptação do tema "Aguarela Portuguesa" de Zeca do Rock), "Serei um Dia o Mar", "Estrada Branca" e "Paul da Serra".
É editado o single "Meu Corpo E Minha Seiva", com "God Of Negroes" no lado B.
O último disco do grupo, editado em 1972, foi um single com os temas "Meu Pão, Casa, Pedra, Fome" e "Pearls In Her Hair".

### Fim do Grupo
O grupo termina em fins da década de 1970.

### Outros acontecimentos
Em 1981 é editada uma colectânea do grupo num dos volumes da "Antologia da Música Popular Portuguesa".
Em 1993, a EMI-VC lançou a compilação "Os Grandes Êxitos do Conjunto Académico João Paulo", primeiria edição em CD dos trabalhos do grupo, com os temas "Eu Tão Só (Et pourtant)", "Capri c'est Fini", "Ma Vie", "Se Mi Vuoi Lasciare", "Hully Gully do Montanhês", "Se Piangi, Se Ridi", "Non Son Degno Di Te", "Milena (a da Praia)", "Ciao", "Nunca Direi Adeus", "Stasera Pago Lo", "L'Amour Est Blue", "Cosa Vuoi Da Me", "Kilimandjaro", "Onde Vais Rio Que Eu Canto", "Canção de Madrugar" e "Corre Nina".
A colecção Caravela, editada em 1996 pela EMI, sob o lema "Os Maiores Artistas Ao Melhor Preço! - Grandes Êxitos Em Gravações Originais", inclui discos dedicados a nomes como Sheiks, Quarteto 1111 e Conjunto Académico João Paulo mesmo que em edições mais pobres.
José Gualberto, baterista do Conjunto, faleceu em 2004.
João Paulo Agrela, membro do agrupamento musical Conjunto Académico João Paulo, morreu no dia 23 de Abril de 2007.
Em Novembro de 2008 foi lançada a compilação (2 CD) "Eu Tão Só - Integral vol. 1".
Sérgio Borges, vocalista do Conjunto Académico João Paulo, morreu no Funchal no dia 17 de Dezembro de 2011.
Carlos Alberto Lomelino Gomes, membro fundador, guitarrista e autor da maioria do inéditos do conjunto, faleceu no Funchal a 5 de Abril de 2020.

## Discografia

### Singles e EP
Conjunto Académico João Paulo:
- Conjunto João Paulo (EP, Columbia, 1964) [La Mamma/Hello, Dolly/Eu Tão Só (Et Pourtant)/Ma Vie]
- De Novo Com João Paulo e o Seu Conjunto Académico (EP, Columbia, 1965) [It's Over/Se Mi Vuoi Lasciare/Chove/Greenback Dollar]
- + 1 Disco = 4 Sucessos (EP, Columbia, 1965) [Se Piangi Se Ridi/Nunca Mais/Hully Gully Do Montanhês/Oh Dis Marie]
- Diz-lhe (EP, Columbia, 1966) [Capri Cést Fini/Milena/Diz-Lhe/Non Son Degno Di Te]
- Eurovisão (EP, Columbia, 1966) [Nunca Direi Adeus/Ciao/Ele E Ela/Balada A Uma Rapariga Triste]
- Poema De Um Homem Só (EP, Columbia, 1967) [Poema De Um Homem Só/Monday Monday/Oasis/When A Man Loves A Woman]
- L'Amour Est Bleu (EP, Columbia, 1967) [L´Amour Est Bleu/Puppet On A String/I Hate Those Moments/Sombras]
- Kilimandjaro (EP, Columbia, 1967) [Sue-Lin A Minha Chinesa/Cosa Vuoi Da Me/Kilimandjaro/Quando Nasce O Amor]
- O Louco (EP, Columbia, 1967) [O Louco/Si Lo So/Tu E Eu/I Just Don't Know What To Do With Myself]
- A Shadow Rounds… (EP, Columbia, 1968) [A Shadow Rounds The Tomorrow Sounds/Maman/Massachussetts]

Sérgio Borges e O Conjunto João Paulo:
- Sérgio Borges Com o Conjunto João Paulo (EP, Columbia, 1970) [Nascer (Birth)/Champs Elysées/O Salto/A Uma Gina]
- Lavrador (EP, Columbia, 1971) [Lavrador/Serei um Dia o Mar/Estrada Branca/Paul da Serra]
- Meu Corpo E Minha Seiva (Single, Columbia, 1970) [Meu Corpo E Minha Seiva/ God of Negroes]
- MAR (Meu Pão, Casa, Pedra, Fome) (Single, Columbia, 1972) [Meu Pão, Casa, Pedra, Fome/Pearls In Her Hair]

### Álbuns
- Conjunto Académico João Paulo No Teatro Monumental (LP, Columbia, 1966)

### Compilações
- Conjunto de João Paulo em Lourenço Marques (LP, EMI, 1965)
- Conjunto Académico João Paulo em Moçambique (LP, EMI, 1966)
- Sérgio Borges e o Conjunto João Paulo (LP, Columbia, 1970)
- Antologia da Música Popular Portuguesa (LP, EMI, 1981)
- Os Grandes Êxitos do Conjunto Académico João Paulo (CD, EMI, 1993)
- Hully Gully Do Montanhês - Colecção Caravela (CD, EMI, 1999)
- Milena - Colecção Caravelas (CD, EMI, 2004)
- Eu Tão Só - Integral vol. 1 (2CD, Iplay/VC, 2008)